# Station Romsey
Romsey is een spoorwegstation van National Rail in Test Valley in Engeland. Het station is eigendom van Network Rail en wordt beheerd door South Western Railway. 